# مايكل ويسويج
مايكل ويسويج (بالألمانية: Michael Wiesweg) (و. 1960 – م) هو مصور سينمائي من ألمانيا. ولد في إسن.

## وصلات خارجية
- مايكل ويسويج على موقع IMDb (الإنجليزية)
- مايكل ويسويج على موقع ألو سيني (الفرنسية)
- مايكل ويسويج على موقع أول موفي (الإنجليزية)
- مايكل ويسويج على موقع قاعدة بيانات الأفلام السويدية (السويدية)
- مايكل ويسويج على موقع قاعدة بيانات الفيلم (الإنجليزية)
- مايكل ويسويج على موقع كينوبويسك (الروسية)